# L'Artiste et son Modèle (Matisse)
Pour les articles homonymes, voir L'Artiste et son modèle.
L'Artiste et son Modèle est un tableau réalisé par le peintre français Henri Matisse en 1919. Cette huile sur toile est une scène de genre qui représente un artiste à son chevalet peignant une jeune femme nue assise dans un fauteuil sous une fenêtre donnant sur un palmier. Il s'agit d'un autoportrait du maître réalisé dans une chambre d'hôtel de Nice. Un temps la propriété du pédiatre américain Harry Bakwin, elle est conservée dans une collection privée.